# Club Atlético Boca Juniors 1916
Questa voce raccoglie le informazioni riguardanti il Boca Juniors nelle competizioni della stagione 1916.

## Stagione
Ad una stagione deludente, segue un 1916 ancora non di eccezionale livello. Al Boca Juniors la "colonia" uruguaiana cresce con l'arrivo di ben quattro giocatori: il portiere Solans (proveniente dal Peñarol) Armando Artigas, José Benincasa e Carlos Scarone. e gli argentini Alfredo Elli, arrivato dal River Plate (sarà il capitano del Boca e vi giocherà ben dodici stagioni) e Alfredo Garasini: quest'ultimo ha giocato praticamente in tutti i ruoli, diventerà una vera e propria bandiera del Boca Juniors, assumendo anche il ruolo di allenatore (morirà di un malore tragicamente nel 1950, proprio rivestendo tale carica durante una trasferta a Santa Fe). Di anno in anno, il Boca sta costruendo la squadra che la vedrà campione nazionale per la prima volta nel 1919. Ma i nuovi innesti non portano subito, comunque, che un 14º posto alla fine del campionato. Una tegola si abbatte inoltre sul Boca Juniors già alla prima giornata di campionato: dopo essere uscito dal terreno di gioco al 75º minuto dopo la fine della partita contro il Belgrano Athletic il giovanissimo Juan Garibaldi (23 anni), uno dei componenti fondamentali della difesa azul y oro, annuncia il suo ritiro per non essere in grado di recuperare dal grave infortunio patito due anni prima. costringendo la dirigenza a correre ai ripari nel reparto difensivo. Pessima prestazione nella Copa Competencia, dove il Boca Juniors viene subito eliminato dal Quilmes al primo turno, mentre nella Copa de Honor gli Xeneizes arrivano fino ai quarti di finale, dove vengono fermati dall'Independiente.
Tuttavia, una novità importante in questo travagliato 1916 è il ritorno del Boca Juniors nel suo quartiere di origine, La Boca. Subito dopo aver ottenuto la presidenza del Boca Juniors, Emilio Melinke decide che bisogna subito ritornare nel quartiere di origine, allo scopo di recuperare sostegno da parte dei tifosi, e il Boca così approva un nuovo trasferimento del proprio terreno di gioco. I tavoloni di legno che erano serviti per costruire gli spalti del terreno di gioco nel quartiere di Wilde vengono smontati e rimontati nel nuovo "stadio", che prenderà il nome delle vie in cui era ubicato (una pratica comune all'epoca): "Stadio de Ministro Brin y Senguel". Con una capienza massima di 25 000 persone, in questo stadio verranno disputate anche alcune partite del Torneo Sudamericano del 1925 (il prodromo dell'attuale Copa America). Il 25 maggio 1916 viene inaugurato con la disputa di un'amichevole tra Boca Juniors e Gimnasia de Buenos Aires, conclusasi con un pareggio per 2-2. il "Ministro Brin y Senguel" verrà lasciato dal Boca Juniors nel 1924, quando la squadra troverà la sua nuova casa nel nuovo Stadio Brandsen y Del Crucero, lo stesso luogo in cui sorgerà, alla fine degli anni '40, La Bombonera.

### Superclásico
In questa stagione il Boca Juniors ha affrontato il River Plate 1 volta.
| N° | Data             | Competizione                   | Locali      | Risultato | Ospiti       |
| -- | ---------------- | ------------------------------ | ----------- | --------- | ------------ |
| 6° | 10 dicembre 1016 | Copa Campeonato - 21ª giornata | River Plate | 2 - 1     | Boca Juniors |

## Maglie e sponsor
Per la prima volta, il Boca Juniors introduce una seconda divisa. Il colore prescelto è il giallo, con una banda blu in mezzo. La scelta del colore giallo rimarrà praticamente invariata fino alla stagione 1975-1976.
| 1ª divisa | 2ª divisa |

## Rosa
| N. |                      | Ruolo | Calciatore          |
| -- | -------------------- | ----- | ------------------- |
| -- | Argentina (bandiera) | P     | Nicolás Fabiani     |
| -- | Uruguay (bandiera)   | P     | Luis Solans         |
| -- | Argentina (bandiera) | P     | Domingo Zacevich    |
| -- | Argentina (bandiera) | D     | Victorio Capelletti |
| -- | Argentina (bandiera) | D     | Horacio Lamelas     |
| -- | Argentina (bandiera) | D     | Juan Mainardi       |
| -- | Argentina (bandiera) | D     | Victorio Pagliarini |
| -- | Argentina (bandiera) | D     | Julio Pianarolli    |
| -- | Argentina (bandiera) | D/C   | Máximo Pieralini    |
| -- | Argentina (bandiera) | C     | Carlos Capellini    |
| -- | Argentina (bandiera) | C     | Alfredo Elli        |
| -- | Argentina (bandiera) | C     | Miguel Valentini    |
| -- | Uruguay (bandiera)   | A     | Armando Artigas     |
| -- | Uruguay (bandiera)   | A     | José Benincasa      |

| N. |                      | Ruolo | Calciatore          |
| -- | -------------------- | ----- | ------------------- |
| -- | Argentina (bandiera) | A     | Enrique Bertolini   |
| -- | Argentina (bandiera) | A     | Enrique Colla       |
| -- | Argentina (bandiera) | A     | Pedro Calomino      |
| -- | Argentina (bandiera) | A     | Bartolomé Chiappori |
| -- | Argentina (bandiera) | A     | Luis Galeano        |
| -- | Argentina (bandiera) | A     | Alfredo Garasini    |
| -- | Argentina (bandiera) | A     | Emilio González     |
| -- | Argentina (bandiera) | A     | Manuel Lodeiro      |
| -- | Argentina (bandiera) | A     | Américo Repetto     |
| -- | Argentina (bandiera) | A     | Francisco Romarione |
| -- | Argentina (bandiera) | A     | Luis Ruggiero       |
| -- | Uruguay (bandiera)   | A     | Carlos Scalone      |
| -- | Argentina (bandiera) | A     | Félix Scotti        |
| -- | Argentina (bandiera) | A     | José Spinelli       |

## Calciomercato

### Operazioni esterne alle sessioni
| Acquisti         | Acquisti            | Acquisti         | Acquisti         |
| Altre operazioni | Altre operazioni    | Altre operazioni | Altre operazioni |
| R.               | Nome                | da               | Modalità         |
| ---------------- | ------------------- | ---------------- | ---------------- |
| P                | Luis Solans         | -                | -                |
| D                | Victorio Capelletti | -                | -                |
| D                | Victorio Pagliarini | -                | -                |
| D                | Julio Pianarolli    | -                | -                |
| C                | Carlos Capellini    | -                | -                |
| C                | Alfredo Elli        | -                | -                |
| A                | Armando Artigas     | -                | -                |
| A                | José Benincasa      | -                | -                |
| A                | Alfredo Garasini    | -                | -                |
| A                | Emilio González     | -                | -                |
| A                | Américo Repetto     | -                | -                |
| A                | Francisco Romarione | -                | -                |
| A                | Félix Scotti        | -                | -                |
| A                | José Spinelli       | -                | -                |
| C                | Miguel Valentini    | -                | -                |

| Cessioni         | Cessioni           | Cessioni         | Cessioni         |
| Altre operazioni | Altre operazioni   | Altre operazioni | Altre operazioni |
| R.               | Nome               | a                | Modalità         |
| ---------------- | ------------------ | ---------------- | ---------------- |
| P                | Alberto Brusco     | -                | -                |
| D                | Luis Beltrán       | -                | -                |
| D                | Luis Cerezo        | -                | -                |
| D                | Pedro Davico       | -                | -                |
| D                | Adriano Dall'Orso  | -                | -                |
| D                | Luis Gaete         | -                | -                |
| D                | Juan Garibaldi     | -                | -                |
| D                | Balbino Ochoa      | -                | -                |
| D                | Atilio Sana        | -                | -                |
| D                | A. Sánchez         | -                | -                |
| C/A              | Severiano Alvarez  | -                | -                |
| C                | Julio Arcaya       | -                | -                |
| C                | J. Barreras        | -                | -                |
| C                | Victorio Benvenuto | -                | -                |
| C                | Romeo Corvetto     | -                | -                |
| C                | Alfredo Frattini   | -                | -                |
| C                | E. Montagna        | -                | -                |
| C                | L. Velázquez       | -                | -                |
| C                | Marcelino Vergara  | -                | -                |
| A                | José Accineli      | -                | -                |
| A                | Paulino Alessi     | -                | -                |
| A                | Pedro Bottani      | -                | -                |
| A                | C. Castro          | -                | -                |
| A                | Juan Gelmi         | -                | -                |
| A                | Alfredo Maggi      | -                | -                |
| A                | Francisco Roldán   | -                | -                |
| A                | Alfredo Taggino    | -                | -                |
| A                | Francisco Taggino  | -                | -                |

## Risultati

### Copa Campeonato
| Arbitro: | Barbera |

|                                      |           |                  |
| Rubio 4’ Rubio 40’ Martín 66’ (rig.) | Marcatori | 55’ (aut.) Brown |

| Arbitro: | Guassoni |

|                                       |           |  |
| Balmaceda 65’ Balmaceda 80’ Fraga 85’ | Marcatori |  |

| Arbitro: | Oury |

|                         |           |                         |
| Rúa 52’ Elli 80’ (aut.) | Marcatori | 20’ Colla 51’ Bertolini |

| Arbitro: | Berghamps |

|                                   |           |                    |
| Bottaro 15’ Arrúa 55’ Bottaro 65’ | Marcatori | 57’ (rig.) Scarone |

| Arbitro: | Oury |

|                   |           |                                |
| Hiller 10’ (rig.) | Marcatori | 3’ Colla 7’ Colla 38’ Calomino |

| Arbitro: | Gil |

|                                    |           |  |
| Olazar 25’ Vivaldo 48’ Vivaldo 60’ | Marcatori |  |

| Arbitro: | Mac Carthy |

|                                    |           |              |
| Boide 20’ Heisinger 70’ Martín 80’ | Marcatori | 46’ Calomino |

| Buenos Aires 11 giugno 1916 8ª giornata | Boca Juniors | 0 – 0 referto | Atlanta | Stadio de Ministro Brin y Senguel\| Arbitro: \| Gardi \| |
| Arbitro:                                | Gardi        |               |         |                                                          |

| Arbitro: | Lambrechts |

|                     |           |                              |
| Calomino 44’ (rig.) | Marcatori | 40’ Leonardi 59’ De La Serna |

| Arbitro: | Cursach |

|             |           |  |
| Repetto 65’ | Marcatori |  |

| Arbitro: | Barbera |

|             |           |               |
| Artigas 89’ | Marcatori | 14’ Angeletti |

| Arbitro: | Barbera |

|                                  |           |           |
| Calomino 18’ Calomino 63’ (rig.) | Marcatori | 22’ Brown |

| Arbitro: | Gardi |

|             |           |             |
| Artigas 14’ | Marcatori | 48’ Lazcano |

| Arbitro: | Mac Carthy |

|  |           |                                       |
|  | Marcatori | 26’ Bertolini 68’ Artigas 85’ Artigas |

| Arbitro: | Gardi |

|                               |           |           |
| Colla 77’ Calomino 87’ (rig.) | Marcatori | 72’ Serra |

| Arbitro: | Colombi |

|                   |           |  |
| Pisa 15’ Pisa 62’ | Marcatori |  |

| Arbitro: | Paternoster |

|                           |           |  |
| Artigas 70’ Bertolini 75’ | Marcatori |  |

| Arbitro: | Guzmán |

|                          |           |  |
| Calomino 9’ Calomino 25’ | Marcatori |  |

| Buenos Aires 10 dicembre 1916 19ª giornata | Boca Juniors | 0 – 0 referto | Huracán | Stadio de Ministro Brin y Senguel\| Arbitro: \| Roselló \| |
| Arbitro:                                   | Roselló      |               |         |                                                            |

| Arbitro: | Gil |

|              |           |                  |
| Calomino 22’ | Marcatori | 76’ Strittmatter |

| Arbitro: | Gondra |

|                              |           |             |
| Risso 27’ Chiappe 75’ (rig.) | Marcatori | 75’ Repetto |

### Copa de Competencia Jockey Club

#### Prima fase
| Arbitro: | Lambrechts |

|           |           |  |
| Raggi 56’ | Marcatori |  |

Con la sconfitta subita dal Quilmes, il Boca Juniors è stato subito eliminato dalla Copa Competencia.

### Copa de Honor

#### Prima fase
| Arbitro: | Lambrechts |

|             |           |                           |
| Ginevra 85’ | Marcatori | 15’ Calomino 67’ Calomino |

Con la vittoria contro il Columbian, il Boca Juniors si qualifica agli ottavi di finale della Copa de Honor.

#### Ottavi di finale
| Arbitro: | Guassoni |

|              |           |           |
| González 20’ | Marcatori | 50’ Berti |

Permanendo il risultato di parità dopo i tempi regolamentari e i supplementari, la partita è stata rigiocata.
| Arbitro: | Gil |

|             |           |             |
| Zaccheo 73’ | Marcatori | 56’ Repetto |

Permanendo ancora una volta la parità, Platense e Boca Juniors hanno dovuto disputare una terza gara per l'accesso ai quarti di finale di Copa de Honor.
| Arbitro: | Rolón |

|             |           |  |
| Repetto 60’ | Marcatori |  |

Battendo il Platense al secondo spareggio, il Boca Juniors si è qualificato ai quarti di finale di Copa de Honor.

#### Quarti di finale
| Arbitro: | Rolón |

|               |           |  |
| Arroyuelo 85’ | Marcatori |  |

Con la sconfitta contro l'Independiente, il Boca Juniors è stato eliminato dalla Copa de Honor.

## Statistiche

### Statistiche di squadra
| Competizione     | In casa | In casa | In casa | In casa | In casa | In casa | In trasferta | In trasferta | In trasferta | In trasferta | In trasferta | In trasferta | Totale | Totale | Totale | Totale | Totale | Totale | DR |
| Competizione     | G       | V       | N       | P       | Gf      | Gs      | G            | V            | N            | P            | Gf           | Gs           | G      | V      | N      | P      | Gf     | Gs     | DR |
| ---------------- | ------- | ------- | ------- | ------- | ------- | ------- | ------------ | ------------ | ------------ | ------------ | ------------ | ------------ | ------ | ------ | ------ | ------ | ------ | ------ | -- |
| Copa Campeonato  | 11      | 5       | 5       | 1       | 13      | 7       | 10           | 2            | 1            | 7            | 12           | 22           | 21     | 7      | 6      | 8      | 25     | 29     | -4 |
| Copa Competencia | 0       | 0       | 0       | 0       | 0       | 0       | 1            | 0            | 0            | 1            | 0            | 1            | 1      | 0      | 0      | 1      | 0      | 1      | -1 |
| Copa de Honor    | 2       | 1       | 1       | 0       | 2       | 1       | 3            | 1            | 1            | 1            | 4            | 2            | 5      | 2      | 2      | 1      | 5      | 4      | +1 |
| Totale           | 13      | 6       | 6       | 1       | 15      | 8       | 14           | 3            | 2            | 9            | 16           | 25           | 27     | 9      | 8      | 10     | 30     | 34     | -4 |

### Statistiche individuali
| Giocatore     | Copa Campeonato | Copa Campeonato | Copa Campeonato | Copa Campeonato | Copa Competencia | Copa Competencia | Copa Competencia | Copa Competencia | Copa de Honor | Copa de Honor | Copa de Honor | Copa de Honor | Totale   | Totale | Totale      | Totale     |
| Giocatore     | Presenze        | Reti            | Ammonizioni     | Espulsioni      | Presenze         | Reti             | Ammonizioni      | Espulsioni       | Presenze      | Reti          | Ammonizioni   | Espulsioni    | Presenze | Reti   | Ammonizioni | Espulsioni |
| ------------- | --------------- | --------------- | --------------- | --------------- | ---------------- | ---------------- | ---------------- | ---------------- | ------------- | ------------- | ------------- | ------------- | -------- | ------ | ----------- | ---------- |
| A. Artigas    | 11              | 5               | 0               | 0               | 0                | 0                | 0                | 0                | 2             | 0             | 0             | 0             | 13       | 5      | 0           | 0          |
| J. Benincasa  | 12              | 0               | 0               | 0               | 0                | 0                | 0                | 0                | 3             | 0             | 0             | 0             | 15       | 0      | 0           | 0          |
| E. Bertolini  | 21              | 3               | 0               | 0               | 1                | 0                | 0                | 0                | 4             | 0             | 0             | 0             | 26       | 3      | 0           | 0          |
| J. Bértora    | 1               | 0               | 0               | 0               | 0                | 0                | 0                | 0                | 0             | 0             | 0             | 0             | 1        | 0      | 0           | 0          |
| P. Calomino   | 18              | 10              | 0               | 0               | 1                | 0                | 0                | 0                | 3             | 2             | 0             | 0             | 22       | 12     | 0           | 0          |
| V. Capelletti | 18              | 0               | 0               | 0               | 1                | 0                | 0                | 0                | 5             | 0             | 0             | 0             | 24       | 0      | 0           | 0          |
| C. Capellini  | 21              | 0               | 0               | 0               | 1                | 0                | 0                | 0                | 3             | 0             | 0             | 0             | 25       | 0      | 0           | 0          |
| B. Chiappori  | 1               | 0               | 0               | 0               | 0                | 0                | 0                | 0                | 1             | 0             | 0             | 0             | 2        | 0      | 0           | 0          |
| E. Colla      | 21              | 4               | 0               | 0               | 1                | 0                | 0                | 0                | 5             | 0             | 0             | 0             | 27       | 4      | 0           | 0          |
| A. Elli       | 21              | 0               | 0               | 0               | 1                | 0                | 0                | 0                | 4             | 0             | 0             | 0             | 26       | 0      | 0           | 0          |
| N. Fabiani    | 2               | -3              | 0               | 0               | 0                | 0                | 0                | 0                | 0             | 0             | 0             | 0             | 2        | -3     | 0           | 0          |
| L. Galeano    | 7               | 0               | 0               | 0               | 1                | 0                | 0                | 0                | 2             | 0             | 0             | 0             | 10       | 0      | 0           | 0          |
| A. Garasini   | 2               | 0               | 0               | 0               | 0                | 0                | 0                | 0                | 0             | 0             | 0             | 0             | 2        | 0      | 0           | 0          |
| J. Garibaldi  | 3               | 0               | 0               | 0               | 0                | 0                | 0                | 0                | 0             | 0             | 0             | 0             | 3        | 0      | 0           | 0          |
| E. González   | 0               | 0               | 0               | 0               | 0                | 0                | 0                | 0                | 1             | 1             | 0             | 0             | 1        | 1      | 0           | 0          |
| H. Lamelas    | 8               | 0               | 0               | 0               | 1                | 0                | 0                | 0                | 2             | 0             | 0             | 0             | 11       | 0      | 0           | 0          |
| M. Lodeiro    | 1               | 0               | 0               | 0               | 0                | 0                | 0                | 0                | 0             | 0             | 0             | 0             | 1        | 0      | 0           | 0          |
| J. Mainardi   | 0               | 0               | 0               | 0               | 0                | 0                | 0                | 0                | 2             | 0             | 0             | 0             | 2        | 0      | 0           | 0          |
| V. Pagliarini | 1               | 0               | 0               | 0               | 0                | 0                | 0                | 0                | 0             | 0             | 0             | 0             | 1        | 0      | 0           | 0          |
| J. Pianarolli | 2               | 0               | 0               | 0               | 0                | 0                | 0                | 0                | 0             | 0             | 0             | 0             | 2        | 0      | 0           | 0          |
| M. Pieralini  | 19              | 0               | 0               | 0               | 1                | 0                | 0                | 0                | 4             | 0             | 0             | 0             | 24       | 0      | 0           | 0          |
| A. Repetto    | 14              | 2               | 0               | 0               | 1                | 0                | 0                | 0                | 3             | 2             | 0             | 0             | 18       | 4      | 0           | 0          |
| F. Romairone  | 2               | 0               | 0               | 0               | 0                | 0                | 0                | 0                | 2             | 0             | 0             | 0             | 4        | 0      | 0           | 0          |
| L. Ruggiero   | 2               | 0               | 0               | 0               | 0                | 0                | 0                | 0                | 2             | 0             | 0             | 0             | 4        | 0      | 0           | 0          |
| C. Scarone    | 4               | 1               | 0               | 0               | 0                | 0                | 0                | 0                | 0             | 0             | 0             | 0             | 4        | 1      | 0           | 0          |
| F. Scotti     | 0               | 0               | 0               | 0               | 0                | 0                | 0                | 0                | 1             | 0             | 0             | 0             | 1        | 0      | 0           | 0          |
| L. Solans     | 16              | -18             | 0               | 0               | 1                | -1               | 0                | 0                | 5             | -4            | 0             | 0             | 22       | -23    | 0           | 0          |
| J. Spinelli   | 1               | 0               | 0               | 0               | 0                | 0                | 0                | 0                | 0             | 0             | 0             | 0             | 1        | 0      | 0           | 0          |
| M. Valentini  | 0               | 0               | 0               | 0               | 0                | 0                | 0                | 0                | 1             | 0             | 0             | 0             | 1        | 0      | 0           | 0          |
| D. Zacevich   | 3               | -8              | 0               | 0               | 0                | 0                | 0                | 0                | 0             | 0             | 0             | 0             | 3        | -8     | 0           | 0          |